# 吉田真吾
吉田 真吾（よしだ しんご、1988年4月20日 - ）は、日本の元ラグビー選手。現在ジャパンラグビーリーグワンクボタスピアーズ船橋・東京ベイの主務を務めている。

## プロフィール
- 青森県出身。
- ポジションはスタンドオフ(SO)、センター(CTB)。
- 身長 172 cm、体重 82 kg
- ニックネームはモンキー。
- U19日本代表[1] やU20日本代表[2] に選ばれたことがある。

## 来歴
ラグビーは中学から始めた。
2007年、深谷高校卒業後、東海大学に入学する。
2010年、東海大学体育会ラグビーフットボール部の副将に就任した。
2011年、東海大学卒業後、クボタスピアーズに加入。なお東海大学時代の同級生にはリーチマイケル、三上正貴、森川海斗らがいる。また同年9月11日に行われたトップイーストリーグ第1節の横河武蔵野アトラスターズ戦に先発出場で公式戦初出場を果たした。
2017年、クボタスピアーズを退団した。